# Karang Dapo Bawah
Karang Dapo Bawah is een bestuurslaag in het regentschap Lebong van de provincie Bengkulu, Indonesië. Karang Dapo Bawah telt 1012 inwoners (volkstelling 2010).